# Наказ Екатерины II

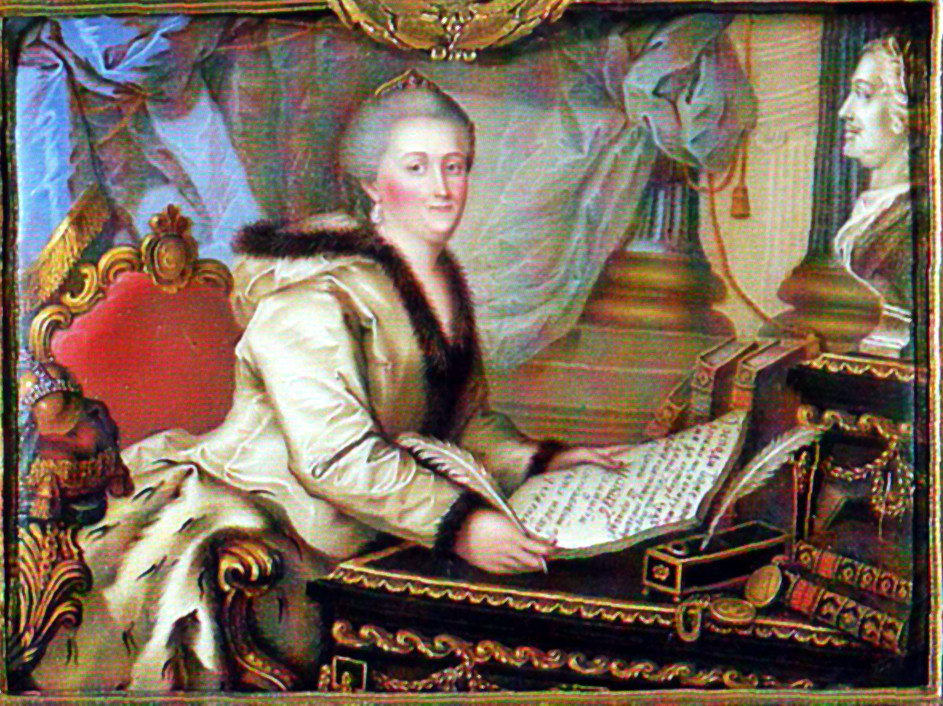
Екатерина Великая с текстом наказа в руках

Наказ «Комиссии о составлении проекта нового Уложения» — концепция просвещённого абсолютизма, изложенная Екатериной II в качестве наставления для кодификационной (Уложенной) комиссии. В наказе, первоначально состоявшем из 506 статей, были сформулированы основные принципы политики и правовой системы.
Наказ является не только важным правовым документом XVIII столетия, но и типичным философским трудом эпохи «просвещённой монархии».

## Причины создания наказа
Манифестом от 14 (25) декабря 1766 года Екатерина II объявила созыв депутатов для работы в Уложенной комиссии. Цель состояла в разработке нового свода законов, который был призван заменить Соборное уложение 1649 года.
Несмотря на громадное количество нормативных правовых актов, созданных за предшествующие годы, ситуация в правовой сфере была сложной. На территории Российской империи действовали противоречащие друг другу указы, уставы и манифесты. Более того — кроме Соборного уложения, в России не было единого свода законов.
Ещё в эпоху правления Елизаветы Петровны была сделана попытка наладить работу комиссии по составлению нового Уложения. Однако этим начинаниям помешала Семилетняя война.
Екатерина II, осознавая необходимость в законотворческой деятельности, не только объявила о созыве комиссии, но и написала для этой Комиссии свой наказ. В нём были изложены современные, прогрессивные принципы политики и правовой системы. Этим наказом императрица направляла деятельность депутатов в нужное русло и, кроме того, декларативно подчёркивала свою приверженность идеям Дидро, Монтескьё, Д`Аламбера и других просветителей.

## Содержание

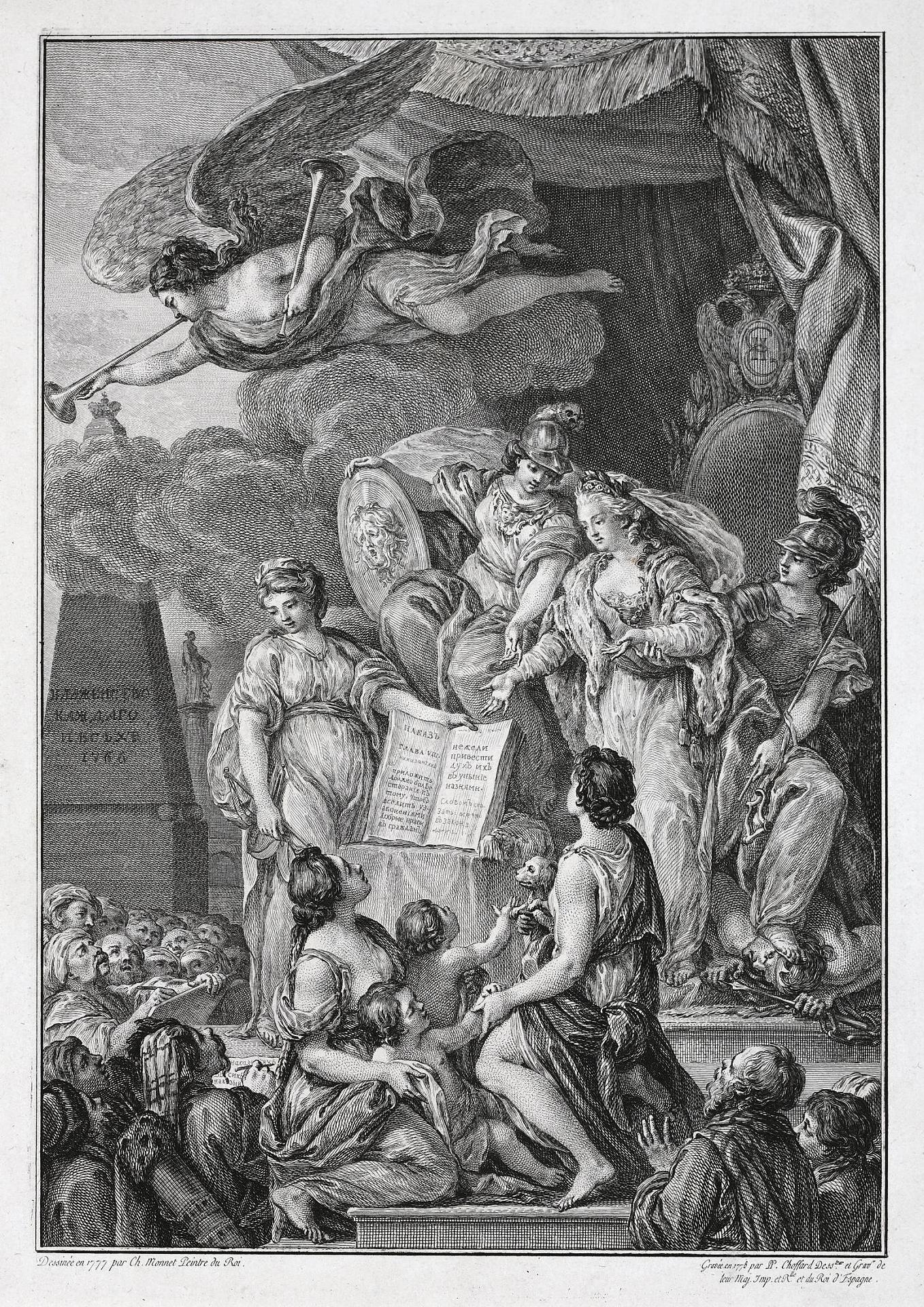
Аллегория на императрицу Екатерину II с текстом наказа, 1778